# Humor del Holocausto
Hay varios aspectos importantes del humor relacionados con el Holocausto: el humor de los judíos en la Alemania nazi y en los 
campos de concentración y exterminio, un tipo específico de humor negro; humor alemán sobre el tema durante el Tercer Reich; la idoneidad de este tipo de humor subido de tono en los tiempos modernos; humor enfermizo antisemita moderno.
En países como Alemania, es ilegal contar chistes sobre el Holocausto en público.

## Aspectos del humor del Holocausto
El libro Dead Funny (2011) de Rudolph Herzog explora, entre otras cosas, los dos primeros aspectos: el humor de los oprimidos y el humor de los opresores. Uno de los puntos de Herzog es que el humor alemán de la época revela hasta qué punto los ciudadanos alemanes comunes estaban al tanto de las atrocidades del régimen.
Chaya Ostrower, una pionera en la investigación del humor sobre el Holocausto, sostuvo que el humor era un mecanismo de defensa que ayudó a soportar las atrocidades de los nazis. Ella escribió que hasta hace poco la cuestión del humor en los campos de concentración era poco conocida por el público en general y tenía poca atención en la comunidad científica. Entre muchas razones para esto estaba la creencia común de que la discusión sobre el humor en el Holocausto puede verse como una disminución de este, hiriendo los sentimientos de los reclusos y trivializando el tema del exterminio: si era posible reírse, entonces no era tan terrible después de todo. Otra razón es la renuencia de los sobrevivientes a recordar recuerdos duros asociados con las circunstancias antinaturales que evocaron el humor. Además, los eruditos trataron el humor como algo secundario en la vida de los sobrevivientes del Holocausto. En 2009, Yad Vashem publicó un libro en hebreo llamado "Sin humor nos hubiéramos suicidado". En 2014 se publicó también en inglés "Nos mantuvo vivos: el humor como mecanismo de defensa en el Holocausto". En este último libro se pueden encontrar entrevistas con 55 sobrevivientes del Holocausto, realizadas por el Dr. Ostrower donde la pregunta principal fue "¿Puede describir o hablarnos sobre el humor en el Holocausto?"
Terrence Des Pres, Sander Gilman y Sidra DeKoven Ezrahi estuvieron entre los primeros académicos en considerar la idoneidad del humor sobre el Holocausto y quién tiene derecho a contar chistes en el caso.

## Humor sobre Holocausto en los campos de concentración
Viktor Frankl, psiquiatra austriaco y sobreviviente del Holocausto del campo de concentración de Auschwitz escribió en su libro El hombre en busca de sentido (1946): 

"Descubrir que había alguna apariencia de arte en un campo de concentración debe ser lo suficientemente sorprendente para un extraño, pero puede estar aún más asombrado al escuchar que también se puede encontrar sentido del humor allí; por supuesto, solo el leve rastro de uno, y luego solo por unos segundos o minutos. El humor era otra de las armas del alma en la lucha por la autoconservación "... "El intento de desarrollar un sentido del humor y ver las cosas en una luz humorística es una especie de truco que se aprende mientras se domina el arte de vivir".

 Frankl da además un ejemplo de humor en circunstancias tristes. Estaban siendo transportados a otro campamento y el tren se acercaba al puente que cruza el Danubio. Sobre el río estaba el campo de exterminio de Mauthausen. 

"Quien nunca haya visto algo similar no puede imaginar la danza de alegría que realizaron los prisioneros en el carruaje cuando vieron que nuestro transporte no cruzaba el puente y se dirigía solo a Dachau ". Cuando los reclusos se enteraron de que no había crematorio en el campo, "se rieron y contaron chistes a pesar de y durante todo lo que tuvieron que pasar". "Una respuesta anormal a una situación anormal está en la naturaleza del comportamiento normal".

Chaya Ostrower reconoció tres categorías principales de chistes en el libro de entrevistas, Sin humor nos habríamos suicidado:  humor propio, humor negro y humor sobre la comida. Se dio cuenta de que los chistes sobre comida eran exclusivos del período del Holocausto.
- Auto-humor: Uno de los entrevistados en Sin Humor... contaba que le cortaron el pelo al llegar a Auschwitz. Muchas mujeres lloraban, pero ella se echó a reír. Cuando le preguntaron por qué, respondió que nunca en su vida se había hecho un peinado gratis.

- El humor negro era un medio para reducir la ansiedad de la conciencia de la muerte. Un ejemplo muy conocido en Varsovia: "Moishe, ¿por qué usas jabón con tanta fragancia?" - "Cuando me conviertan en jabón, al menos oleré bien". Las bromas sobre el jabón surgieron en respuesta a los rumores que comenzaron a circular en 1942 sobre el jabón producido a partir de la grasa de los judíos. Otros chistes de este tipo: "¡Nos vemos de nuevo en la misma estantería!" o "¡No comas mucho: los alemanes tendrán menos jabón!".

- El humor sobre la comida constituyó alrededor del 7% del humor discutido en el estudio. Los entrevistados mencionan que había mucho humor sobre la comida, porque la comida era un tema común, porque siempre faltaba. Un entrevistado recuerda: había un grupo al que le gustaba discutir recetas. De repente, uno de ellos perdió el humor y dejó de hablar. "¿Qué le pasa a ella?" - "Creo que su pastel se ha quemado".

## Controversias públicas
A pesar de ser judía, la actriz y comediante Roseanne Barr fue muy criticada por su foto de Adolf Hitler con una bandeja de "galletas judías quemadas" para la revista judía satírica Heeb en 2009.
Katie Waissel compitió en la serie de telerrealidad británica Celebrity Big Brother durante la temporada 18 en 2016. El compañero de casa Christopher Biggins fue destituido después de hacer una broma racista sobre el Holocausto hacia Waissel, quien es judía.
El 21 de julio de 2021, los medios japoneses informaron que Kentarō Kobayashi, quien fue el director de las ceremonias de apertura y clausura de los Juegos Olímpicos de Tokio 2020, utilizó el Holocausto en un guion para su comedia en 1998 e hizo bromas antisemitas que incluían "Juguemos al juego del genocidio de los judíos (juguemos al Holocausto)". Después de eso, Kobayashi fue despedido por el Comité Olímpico.
En 2022, el comediante británico Jimmy Carr fue objeto de polémica tras decir que el genocidio romaní fue "positivo" durante su especial de comedia de Netflix, His Dark Material. Los comentarios de Carr fueron ampliamente condenados por organizaciones benéficas en memoria del Holocausto y contra el racismo, así como por varios políticos en el Reino Unido, y pidieron a Netflix que elimine el especial de su biblioteca.